# 소극적인 I love you !
〈소극적인 I love you !〉(控えめI love you ! 히카에메 I love you ![*])는 HKT48의 4번째 싱글이다.

## 개요
전작 〈벚꽃, 다 같이 먹었어〉로부터 약 6개월 만으로, 2014년 2번째 싱글이다.

## 수록곡

### Type-A
자켓 사진 (표지):아나이 치히로·오오타 아이카·키모토 카논·코지나 유이·코다마 하루카·사시하라 리노·타시마 메루·다나카 미쿠·미야와키 사쿠라·모리야스 마도카·야부키 나코
CD
1. 控えめI love you ! / 소극적인 I love you !
(작사: 아키모토 야스시 / 작곡: pakorama / 편곡: 노나카 “마사” 유이치)
2. 今 君を想う / 지금 너를 그리워한다
(작사: 아키모토 야스시 / 작곡: 카와시마 유마 / 편곡: 와카타베 마코토)
3. アイドルの王者 / 아이돌의 왕자 - Team H
(작사: 아키모토 야스시 / 작곡: cAnON. / 편곡: K3CP)
4. 控えめI love you ! off vocal ver.
5. 今 君を想う off vocal ver.
6. アイドルの王者 off vocal ver.

DVD
1. 控えめI love you ! Music Video
2. アイドルの王者 Music Video
3. 특전 영상 〈HKT48 큐슈 7현 투어 당지 보도 (오이타, 미야자키, 쿠마모토)〉

### Type-B
자켓 사진 (표지):쿠리하라 사에·코다마 하루카·타시마 메루·다나카 미쿠·토모나가 미오·마츠모토 나츠미·미야와키 사쿠라·무라시게 안나·모토무라 아오이·모리야스 마도카·야부키 나코
CD
1. 控えめI love you ! / 소극적인 I love you !
2. 今 君を想う / 지금 너를 그리워한다
3. 夏の前 / 여름의 전 - Team KIV
(작사: 아키모토 야스시 / 작곡·편곡: 이타가키 유스케)
4. 控えめI love you ! off vocal ver.
5. 今 君を想う off vocal ver.
6. 夏の前 off vocal ver.

DVD
1. 控えめI love you ! Music Video
2. 夏の前 Music Video
3. 특전 영상 〈HKT48 큐슈 7현 투어 당지 보도 (가고시마, 사가, 나가사키)〉

### Type-C
자켓 사진 (표지):아나이 치히로·오오타 아이카·키모토 카논·코다마 하루카·사시하라 리노·다나카 미쿠·토모나가 미오·마츠모토 나츠미·미야와키 사쿠라·무라시게 안나·야부키 나코·야마모토 나오
CD
1. 控えめI love you ! / 소극적인 I love you !
2. 今 君を想う / 지금 너를 그리워한다
3. 生意気リップス / 건방진 립스 - 나코미쿠
(작사: 아키모토 야스시 / 작곡: 하사미맨 / 편곡: 노나카 “마사” 유이치)
4. 控えめI love you ! off vocal ver.
5. 今 君を想う off vocal ver.
6. 生意気リップス off vocal ver.

DVD
1. 控えめI love you ! Music Video
2. 生意気リップス Music Video
3. 특전 영상 〈나아가! 멘타이호! 좀 호화 여객선 전세 선상 파티〉

### 극장반
자켓 사진 (표지):코다마 하루카·사시하라 리노·미야와키 사쿠라
CD
1. 控えめI love you ! / 소극적인 I love you !
2. 今 君を想う / 지금 너를 그리워한다
3. 私はブルーベリーパイ / 나는 블루베리 파이 - 블루베리 파이
(작사: 아키모토 야스시 / 작곡·편곡: 스즈키 마나카)
4. 控えめI love you ! off vocal ver.
5. 今 君を想う off vocal ver.
6. 私はブルーベリーパイ off vocal ver.

## 선발 멤버

### 소극적인 I love you!
(센터:코다마 하루카)
- 아나이 치히로, 오오타 아이카, 키모토 카논, 쿠리하라 사에, 코지나 유이, 코다마 하루카, 사시하라 리노, 타시마 메루, 타나카 미쿠, 토모나가 미오, 마츠오카 나츠미, 미야와키 사쿠라, 모토무라 아오이, 모리야스 마도카, 야부키 나코, 야마모토 나오

### 건방진 립스
〈나코미쿠〉 명의
- 타나카 미쿠, 야부키 나코

### 나는 블루베리 파이
〈블루베리 파이〉 명의
(센터:아라마키 미사키)
- 아라마키 미사키, 쿠리하라 사에, 코지나 유이, 코마다 히로카, 사카구치 리코